# 唐仁恭
唐仁恭（901年—967年），杭州余杭人，祖籍北海郡平寿县，五代十国吴越国政治人物。
按《十國春秋》，吳越唐仁恭，其先世自晉昌徙餘杭。唐天復中，有建威推官希顏者，即仁恭父也。仁恭事文穆王，為唐山縣令，有能聲。子渭，仕宋，官職方郎中。又《咸淳临安志》载：有唐山令者曰熊，生希颜，唐天复中以明经，为建威推官。希颜生仁恭，仕吴越，仁恭生渭仕本朝，为职方郎中。渭生拱，拱以父荫补太庙斋郎，改三班借职，再迁右班殿直，为漳州监押，卒后赠太子太师。
今据考证，建威军节度使建于杨吴时期天祐三年（906），故“天復”当为“天祐”讹，杨吴彼时仍然奉唐廷年号。唐仁恭的世系在《咸淳临安志》中表达得很清楚：
(寓居)唐熊 其先晋昌人徙馀杭。(乡宦)唐熊 为唐山令。(邦人) 唐希颜馀杭熊之子。。。(邦人)唐仁恭馀杭　希颜之子
又据新出土墓志，唐仁恭仕錢氏為盐铁巡官，累贈谏议大夫，贈太子太保。
父唐希颜，先仕睦州（今浙江淳安县西南）刺史陈询，天祐二年（905）正月，因反对吴越王钱镠而投奔仍然俸唐的杨吴，唐希颜遂投奔陶雅，次年（906）随陶雅去歙州。同年三月任新建的建威军节度使推官。天祐五年（908）举明经，及第（《册府元龟》）。
祖父唐熊，为唐朝杭州唐山县令，祖籍北海郡平寿县，宦杭州，时值黄巢之乱遂寓居余杭，未回原籍。

## 子女
- 唐涣，衢州龍游縣令，累贈工部侍郎。
  - 子：唐肃，北宋章閣待制，贈尚書左僕射
- 唐渭，吴越国通儒院學士，從忠懿王歸宋朝。出守秭歸，因家江陵，終職方郎中，贈太子太傅。今江陵、錢塘之唐氏，皆出自北海。
  - 子：唐极
  - 子：唐拱
- 唐润
- 唐洙：有唐洙殿

## 後代
其十六世孫唐居俊於南宋末年率其家人由南雄珠磯巷遷至香山釜涌（即今珠海市唐家灣)，為現今唐家灣鎮唐氏之祖先，唐廷樞、唐紹儀、唐國安、唐雪卿及唐滌生等近代名人皆為其後裔。其後人現分佈於世界各地，包括澳門、香港、上海、美國等。